# Mont Saint-Bruno
Mont Saint-Bruno är ett berg i Kanada.   Det ligger i provinsen Québec, i den sydöstra delen av landet, 190 km öster om huvudstaden Ottawa. Toppen på Mont Saint-Bruno är 218 meter över havet. Mont Saint-Bruno ligger vid sjöarna  Lac à la Tortue och Lac Seigneurial.
Terrängen runt Mont Saint-Bruno är huvudsakligen platt.Runt Mont Saint-Bruno är det tätbefolkat, med 849 invånare per kvadratkilometer.. Närmaste större samhälle är Longueuil, 15,7 km väster om Mont Saint-Bruno.
Trakten runt Mont Saint-Bruno består till största delen av jordbruksmark.